# Thorecta
Thorecta is een geslacht van sponsdieren uit de klasse van de Demospongiae (gewone sponzen).

## Soorten
- Thorecta atlantica Santos, Da Silva, Bonifácio, Esteves, Pinheiro & Muricy, 2010
- Thorecta calyx (Lamarck, 1814)
- Thorecta donar (Lendenfeld, 1889)
- Thorecta exemplum (Lendenfeld, 1888)
- Thorecta farlovii (Hyatt, 1877)
- Thorecta freija Lendenfeld, 1889
- Thorecta latus (Carter, 1885)
- Thorecta laxus (Lendenfeld, 1889)
- Thorecta madagascarensis Lendenfeld, 1889
- Thorecta meandrina Lendenfeld, 1889
- Thorecta mirabilis (Lendenfeld, 1888)
- Thorecta murrayella Lendenfeld, 1889
- Thorecta murrayi (Poléjaeff, 1884)
- Thorecta polygonum (Lendenfeld, 1889)
- Thorecta prima (Lendenfeld, 1888)
- Thorecta pumila Lendenfeld, 1889
- Thorecta ramsayii Lendenfeld, 1888
- Thorecta reticulata Cook & Bergquist, 1996
- Thorecta scalatella (Lendenfeld, 1889)
- Thorecta tuberculata (Carter, 1885)
- Thorecta typhina (Lamarck, 1814)
- Thorecta vasiformis (Carter, 1885)